# Марторель, Бернат

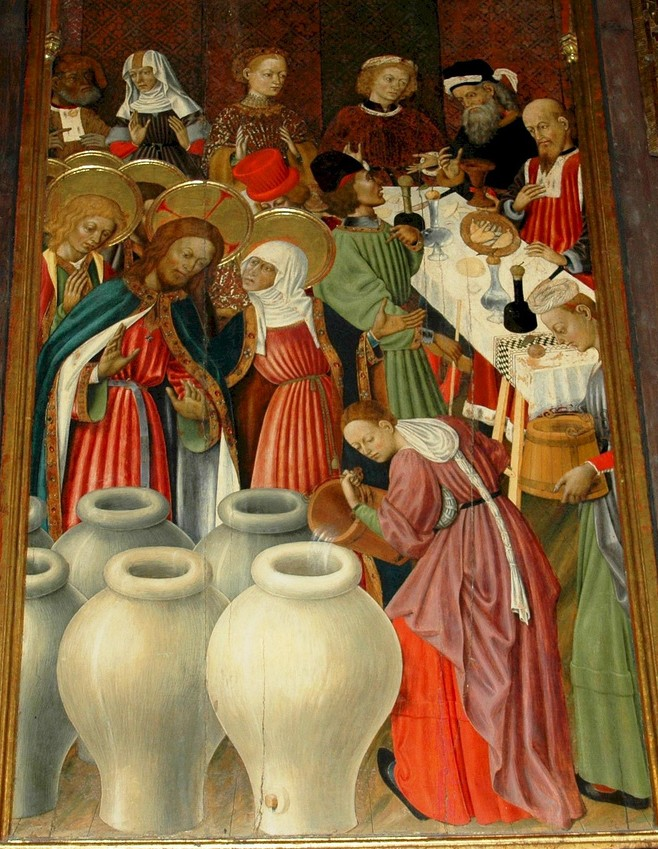
Бернат Марторель. Брак в Кане Галилейской. Барселона

Бернат Марторель или Бернардо Марторель (кат. Bernat Martorell; 1390, Сан-Селони — 1452, Барселона) — испанский (каталонский) живописец, представитель стиля интернациональной готики.

## Биография и творчество

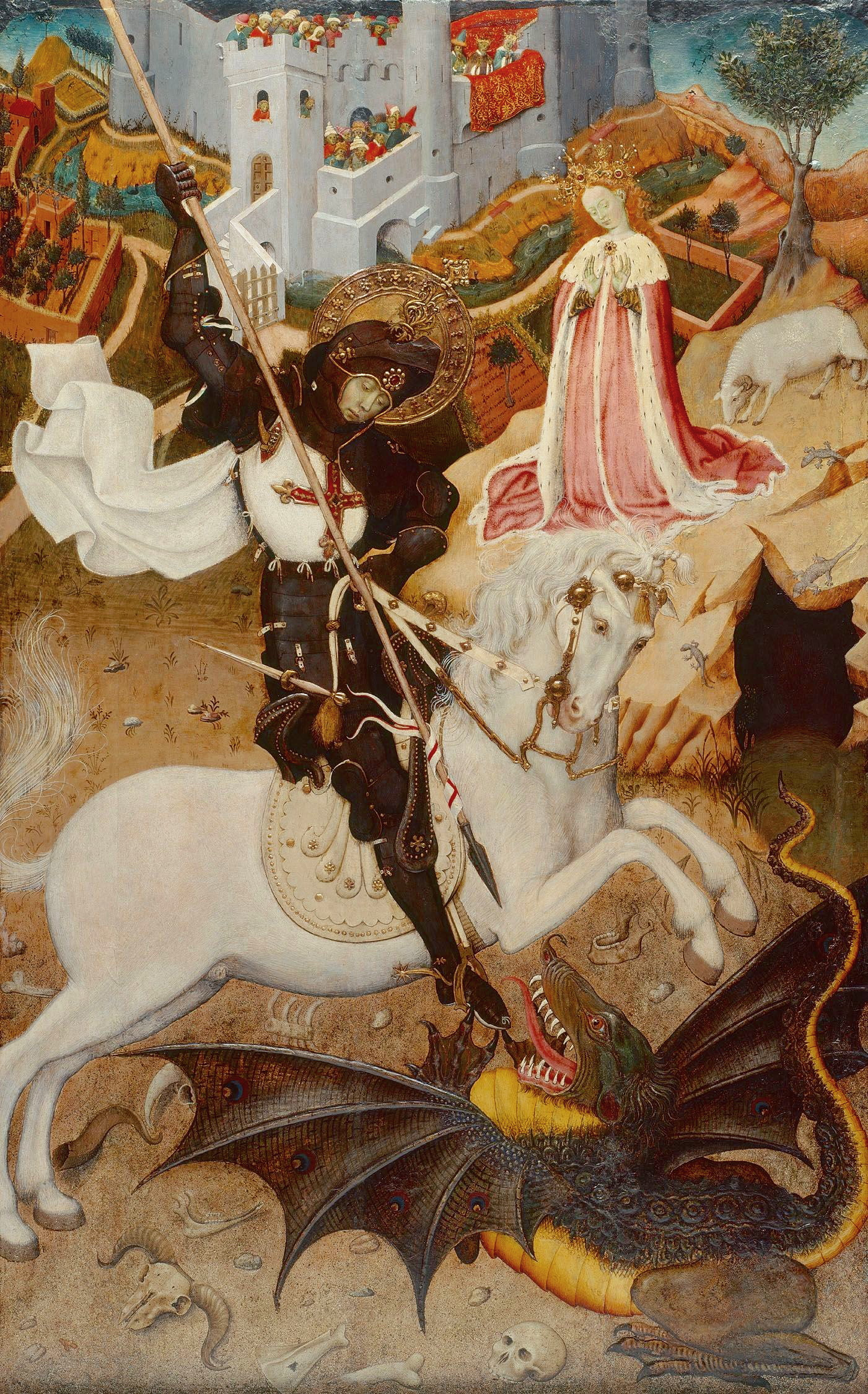
Святой Георгий, поражающий дракона

О жизни художника почти ничего не известно до 1427 года, когда он прибыл в Барселону. Его индивидуальный стиль cкладывался под влиянием художников таррагонской школы, испытал воздействие фламандской живописи. В Барселоне Марторель общался с художниками из мастерской Луиса Боррасы. В основном представлен алтарными росписями (ретабло), хотя работал также как витражист и миниатюрист-иллюстратор. В частности, он украсил миниатюрами Часослов из монастыря Святой Клары в Барселоне (ныне хранится в Историческом архиве Барселоны).

## Избранные работы
- Алтарь Иоанна Крестителя в часовне Святого Иоанна в Кабрера-де-Мар (1424—1425), ныне в Музее Барселонского диоцеза
- Алтарь Святого Георгия (1425-1437), ныне в Институте искусств в Чикаго и в Лувре
- Алтарь святой Евлалии и Святого Иоанна (1427—1437), ныне в Епископальном музее города Вика
- Алтарь Святого Иоанна (1434—1435), ныне в Национальном музее искусства Каталонии, музее Таррагонского диоцеза и частном собрании
- Алтарь Святого Петра Пубольского (ок.1437), ныне в музее Жеронского диоцеза
- Алтарь Преображения Господня в часовне Преображения Кафедрального собора Барселоны
- Алтарь Святого Михаила Архангела в кафедральном соборе Таррагоны
- Алтарь Святой Магдалины в Епископальном музее Вика
- Картина «Святой Георгий, убивающий дракона»